# Broadway Tower
Broadway Tower er et tårn i det engelske grevskab Worcestershire, lige udenfor landsbyen Broadway. Tårnet ligger på et plateau 312 moh. og blev bygget i 1797.